# Benjamin Markovits
Benjamin Markovits (geboren 1973 in Palo Alto) ist ein US-amerikanisch-britischer  Autor und Literaturkritiker.     

## Leben
Benjamin Markovits wuchs in Texas, London und Berlin auf. Er studierte Literaturwissenschaft an der Yale University und der Oxford University. Seine Karriere als Basketballspieler in Landshut brach er nach einer Verletzung ab. Markovits lebt in London, arbeitet als Literaturkritiker und schreibt für den New Statesman, The Observer, den London Review of Books, The Paris Review, The New York Times und das Times Literary Supplement.
Er lehrt Kreatives Schreiben am Royal Holloway, University of London.
Markovits schrieb eine Trilogie über das Leben des britischen Poeten Lord Byron, Imposture (2007) aus der Sicht seines Arztes John Polidori, A Quiet Adjustment (2008) über seine Ehe mit Anne Isabella Milbanke und Childish Loves (2011) über seine Kindheit. Die Syme Papers behandeln das Leben von John Cleves Symmes. Der semi-autobiografische Roman Playing Days sieht den Protagonisten beim Basketball zum Zuschauen verdammt. Der 2015 erschienene Roman You don't have to live like this thematisiert den Zusammenbruch der Stadt Detroit, Markovits erhielt dafür 2016 den James Tait Black Memorial Prize.

## Werke (Auswahl)
- A Weekend in New York. London : Faber and Faber, 2018
- You don't have to live like this : a novel. New York, NY : Harper, 2015
- Childish Loves. New York : W.W. Norton, 2011
- Playing Days : a novel. London : Faber and Faber, 2010
  - Spieltage, Roman, übersetzt von Dieter Fuchs, Oktaven, Stuttgart 2021, ISBN 978-3-7725-3023-4
- A quiet adjustment : a novel. New York : W.W. Norton & Co., 2008
- Imposture. New York : W.W. Norton & Co., 2007
- Fathers and daughters : a novel. New York : W.W. Norton & Co., 2005 [i. e. Either Side of Winter] 
  - Manhattan Love Story. Roman. Aus dem Amerikanischen von Christa Krüger, Insel Verlag, Frankfurt am Main 2009, ISBN 978-3-458-17428-8
- The Syme Papers : a novel. London : Faber and Faber 2004
  - Symes Entdeckung. Roman. Aus dem Amerikanischen von Christa Krüger. Insel Verlag, Frankfurt am Main 2005, ISBN 978-3-458-17263-5